# Joseph Williams
Joseph Williams (Santa Monica, 1 september 1960) is een Amerikaans zanger. Hij is vooral bekend als leadzanger van de groep Toto.

## Biografie
Williams is de zoon van componist John Williams. Zijn moeder, die in zijn jeugdjaren overleed, was actrice Barbara Ruick. In 1986 werd hij leadzanger van Toto nadat Fergie Frederiksen uit de band was gezet. Hij debuteerde met het album Fahrenheit. Het album The Seventh One uit 1988, met hits als Stop Loving You en Pamela werd een groot succes. Datzelfde jaar verliet hij de groep om een solocarrière uit te bouwen. 
Net als zijn vader componeerde Williams filmmuziek. In 1998 keerde hij eenmalig terug naar Toto voor het album Toto XX, naar aanleiding van het twintigjarig bestaan van de band. Op het album Falling in Between uit 2006 had hij een gastoptreden als zanger van het nummer Bottom of Your Soul. In 2010 keerde Williams definitief terug naar de groep.
- Bibliothèque nationale de France: cb14145877q (data)
- Gemeinsame Normdatei: 135046815
- International Standard Name Identifier: 0000 0001 1742 3892
- MusicBrainz: e9eb5a12-95c8-4bc6-985c-e3b540a81dda
- Nationale Bibliotheek van Israël: 987007278192805171
- Système universitaire de documentation: 088741184
- Virtual International Authority File: 10057220
- WorldCat: E39PBJtGVh9WxXXYt4kpwRjV4q